# Marcelin Champagnat
Marcelin Champagnat (ur. 20 maja 1789 w Marlhes we Francji, zm. 6 czerwca 1840 w Saint-Chamond) – francuski duchowny katolicki, założyciel Braci Szkolnych Marystów, święty Kościoła katolickiego.
Urodził się 20 maja 1789 roku, a jego rodzicami byli Jean Baptiste Champagnat i Mary Chirat. W 1805 roku wstąpił do seminarium, a w dniu 22 lipca 1816 roku otrzymał święcenia kapłańskie. 2 stycznia 1817 roku założył zgromadzenie Braci Szkolnych Marystów (Małych Braci Maryi). Zmarł 6 czerwca 1840 roku, mając 51 lat, w opinii świętości.
Został beatyfikowany przez papieża Piusa XII w dniu 29 maja 1955 roku, a kanonizowany przez papieża Jana Pawła II w dniu 18 kwietnia 1999 roku.